# مؤتمر مينا هاوس
مينا هاوس هو مؤتمر عقد في شهر ديسمبر من سنة 1977 م في فندق مينا هاوس في الجيزة في القاهرة. شارك في المؤتمر كل من إسرائيل والولايات المتحدة الأمريكية ومصر لبحث وحل مشكلات الحل النهائي للقدس واللاجئين الفلسطينيين. تم دعوة منظمة التحرير الفلسطينية ولبنان وسوريا والأردن والاتحاد السوفيتي ولكنها لم تحضر. من الجدير بالذكر أن رئيس الوفد الإسرائيلي إلياهو بن إليسار رفض دخول قاعة الاجتماعات بسبب وجود العلم الفلسطيني وأزيل العلم الفلسطيني من القاعة ومن الفندق.

## الهدف
كان الهدف من هذا المؤتمر هو عقد أول مباحثات سلام مباشرة بين الجانبين الفلسطيني والإسرائيلي، بالإضافة إلى عدد من الوفود العربية الأخرى.

## النتائج
لم يخرج هذا المؤتمر بنتائج مهمة بسبب تعنت الجانب الإسرائيلي. (غير مؤكد)